# Катерица на Ръчмънд
Катерицата на Ръчмънд (Sciurus richmondi) е вид бозайник от семейство Катерицови (Sciuridae). Видът е почти застрашен от изчезване.

## Разпространение
Разпространен е в Никарагуа.